# 1926년
1926년은 금요일로 시작하는 평년이다.

## 연호
- 대한민국 임시정부(大韓民國 臨時政府) 대한민국(大韓民國) 8년
- 중화민국(中華民國) 민국(民國) 15년
- 일본(日本) 다이쇼(大正) 15년 / 쇼와(昭和) 원년
- 응우옌 왕조(阮朝) 바오다이(保大) 원년

## 기년
- 응우옌 왕조(阮朝) 보대제(保大帝) 원년

## 사건
- 1월 - 프로문학 경향지 <문예운동> 발간
- 1월 2일 - 일본 미에현에서 한인 교포 학살, 1,000여명 한인이 일본인들과 충돌
- 1월 3일 - 임송흡, 현애라 등이 프로여성동맹 창립
- 1월 6일 - 조선총독부가 경복궁 내 조선총독부청사로 이전
- 2월 14일 - 서울에서 경성전기 폭리 반대운동 시위 발생
- 2월 18일 - 대한민국 임시정부 국무령 이상룡 사퇴
- 2월 26일 - 일본 도쿄 대심원에서 박열과 가네코 후미코의 특별공판이 진행
- 2월 27일 - <조선도량형령> 공포로 미터법 전용 도입
- 3월 7일 - <동아일보>가 모스크바 국제농민조합이 보낸 삼일절 기념축전을 지면에 게재하여 무기 정간, 주필 송진우, 발행인 김철중 검거
- 3월 15일 - 조선청년회연합회가 기관지 <아성> 창간
- 3월 16일 - 미국의 과학자 로버트 고다드가 세계 최초로 액체연료 로켓 발사에 성공함.
- 3월 21일 - 이시이 고나미가 경성공회당에서 무용 공연
- 3월 25일 - 경성도서관이 경성부로 매각되었다.
- 4월 - 엠엘파 결성.
- 4월 1일
  - 조선총독부, 산미증식계획 변경 실시
  - 경성제국대학 의학부, 법문학부로 개설
  - 경성부립도서관 종로분관 개관
- 4월 5일 - 양기탁 등이 만주에서 고려혁명당 조직
- 4월 14일 - 화용회, 북풍회, 무산자동맹회, 조선노동당이 정우회로 통합
- 4월 22일 - 조선 전국의 은행이 모라토리엄으로 일제 휴업
- 4월 26일
  - 순종 황제, 창덕궁에서 승하
  - 미국-프랑스 채무협정 체결. 미국에 대한 프랑스의 제1차 세계 대전 채무를 40억 달러로 확정하다.
- 4월 27일 - 영친왕 이은이 순종 황제의 왕위 계승
- 5월 3일 - 임시정부 국무령에 안창호가 선출되었으나 자진사퇴
- 5월 20일 - 한용운, <님의 침묵> 간행
- 6월 - 양주동 <조선의 맥박>, 이상화 <빼앗긴 들에도 봄은 오는가> 발표
- 6월 10일 - 순종 국장, 6·10 만세운동
- 6월 19일 - 6·10 만세운동 혐의로 중앙고보 교사 조철호와 학생 70여명이 형무소에 수감
- 6월 20일 - 조선총독부박물관 경주분관 개관
- 6월 29일 - 여운형 등이 중국 광둥에서 한인혁명군 조직
- 7월 - 전주고등보통학교생 맹휴가 일본인 교장을 축출, 54명 퇴학 처분
- 7월 3일 - 조선총독부 학무국, 시내 사립학교장 소환하여 6·10 만세운동 연루 학생 처벌 명령
- 7월 5일 - 활동사진 필름검열규칙 공포
- 7월 7일 - 임시정부 국무령에 홍진 선출
- 7월 8일 - 경성여자미술학교 설립
- 8월 1일 - <개벽> 72호가 안녕질서문란 혐의로 정간
- 8월 4일 - 극작가 김우진과 성악가 윤심덕이 현해탄에 투신 자살
- 8월 26일 - 이탈리아 축구 클럽 ACF 피오렌티나 창단.
- 9월 - 일본에서 조선노동동흥회 결성
- 9월 8일 - 독일, 국제연맹에 가입.
- 9월 13일 - 경성지방법원, 제1,2차 공산당사건 공판
- 9월 19일 - 임시정부 의정원 의장에 송병조, 부의장에 최석순 선출
- 10월 - 민립극단을 중심으로 조선극우회 조직
- 10월 1일 - 나운규 감독,각본,주연의 <아리랑>이 단성사에서 상영
- 10월 10일 - 임시정부 국무원에 이탁, 김동삼, 오동진, 이유필, 윤세용, 현천묵, 윤병용, 김좌진 등을 임명
- 10월 12일 - 임시정부 국무원에 조성환 임명
- 10월 25일 - 서울-오사카 무전국 간 전보 취급 개시
- 11월 4일 - 조선어연구회가 훈민정음 반포 480년을 기념해 가갸날 제정
- 11월 9일 - 훈민정음반포기념회가 기념일 명칭을 '정음날', 한국어 명칭을 '우리글'로 결정
- 11월 15일 - 이상협, <중외일보> 창간
- 12월 6일 - 안광천, 김준연 등이 조선공산당을 재조직 (일명 ML당)
- 12월 10일 - 유일한, 유한양행 설립
- 12월 14일 - 임시정부 국무령에 김구 취임
- 12월 17일 - 임시정부 임시의정원 부의장에 김창숙 임명
- 12월 25일 - 일본 쇼와 시대 개막
- 12월 28일 - 의열단 소속 나석주 열사가 조선식산은행과 동양척식주식회사에 폭탄 투척, 일경과 교전하다 자결

## 탄생

### 1월
- 1월 1일 - 대한민국의 정치인 서인석. (~2017년)
- 1월 3일 - 영국의 음반 프로듀서 조지 마틴. (~2016년)
- 1월 6일 - 일본의 소설가 김윤규. (~1980년)
- 1월 7일 - 대한민국의 정치인 김종필. (~2018년)
- 1월 9일
  - 대한민국의 기업가 최종건. (~1973년)
  - 대한민국의 군인, 정치인 황인성. (~2010년)
- 1월 12일
  - 미국의 컨트리 음악 가수, 작곡가, 기타리스트 레이 프라이스. (~2013년)
  - 미국의 노동경제학자 리처드 이스털린. (~2024년)
- 1월 15일 - 우즈베크 소비에트 사회주의 공화국의 정치인 라피크 니쇼노프. (~2023년)
- 1월 17일 - 대한민국의 정치인 정래혁. (~2022년)
- 1월 20일 - 미국의 배우 퍼트리샤 닐. (~2010년)
- 1월 25일 - 미국의 영화배우 테드 화이트. (~2022년)
- 1월 29일 - 파키스탄의 물리학자 압두스 살람. (~1996년)

### 2월
- 2월 2일 - 프랑스의 정치인 발레리 지스카르 데스탱. (~2020년)
- 2월 8일 - 오스트레일리아의 정치인 토니 스트리트. (~2022년)
- 2월 9일 - 대한민국의 관료 이한빈. (~2004년)
- 2월 10일 - 북아일랜드의 축구 선수 대니 블란치플라워. (~1993년)
- 2월 16일
  - 안네의 일기의 저자 안네 프랑크의 언니 마르고트 프랑크 (~1945년)
  - 영국의 영화 감독 존 슐레진저. (~2003년)
- 2월 17일 - 오스트리아의 작곡가 프리드리히 체르하. (~2023년)
- 2월 18일 - 대한민국의 정치인 신윤창. (~1989년)
- 2월 20일
  - 스페인의 극작가 알폰소 사스트레.
  - 미국의 육상 선수 밥 리처즈. (~2023년)
- 2월 23일 - 대한민국의 교사, 정치인 정태성. (~1984년)
- 2월 24일 - 대한민국의 정치인 류승번. (~2023년)
- 2월 26일 - 대한민국의 무용가 김진걸. (~2007년)
- 2월 27일 - 스웨덴의 배우 잉리드 툴린. (~2004년)

### 3월
- 3월 3일 - 스위스의 가수 리스 아시아. (~2018년)
- 3월 4일 - 프랑스의 왕자, 레이싱카 운전사, 사업가 부르봉파르마 왕자 미셸. (~2018년)
- 3월 6일
  - 미국의 경제학자, 관료 앨런 그린스펀.
  - 대한민국의 국무총리 이영덕. (~2010년)
  - 미국의 수영 선수 앤 커티스.
- 3월 11일 - 미국의 인권운동가 랠프 애버내시. (~1990년)
- 3월 18일 - 미국의 배우 피터 그레이브스. (~2010년)
- 3월 21일 - 핀란드의 스키 선수 헤이키 하수. (~2025년)
- 3월 27일 - 일본의 정치인 가지야마 세이로쿠. (~2000년)
- 3월 28일 - 스페인의 귀족, 자선가 카예타나 피츠하메스 스투아르트 데 알바 여공작. (~2014년)
- 3월 30일
  - 미국의 배우 피터 마셜. (~2024년)
  - 이케아(IKEA)의 창립자인 스웨덴의 기업인 잉그바르 캄프라드. (~2018년)

### 4월
- 4월 1일 - 미국 태생의 아일랜드 소설가 앤 매캐프리. (~2011년)
- 4월 2일 - 대한민국의 비전향 장기수 리두균. (~2012년)
- 4월 4일 - 대한민국의 법조인 조규광. (~2018년)
- 4월 5일 - 미국의 프로듀서, 영화 감독, 영화배우 로저 코먼. (~2024년)
- 4월 6일 - 대한민국의 군인, 행정가, 정치인 홍성철. (~2004년)
- 4월 7일 - 일본의 외교관 하시모토 히로시. (~2014년)
- 4월 8일
  - 독일의 신학자 위르겐 몰트만. (~2024년)
  - 미국의 희극인, 영화배우 셔키 그린. (~2023년)
- 4월 9일 - 미국의 기업가 휴 헤프너. (~2017년)
- 4월 14일 - 조선민주주의인민공화국의 전 축구 선수, 현 축구 감독 명례현.
- 4월 16일 - 대한민국의 정치인 임종기. (~2007년)
- 4월 19일 - 대한민국의 인권운동가, 일본군 위안부 피해자 김복동. (~2019년)
- 4월 21일 - 영국의 여왕 엘리자베스 2세. (~2022년)
- 4월 22일 - 미국의 배우 샬럿 레이. (~2018년)
- 4월 24일 - 대한민국의 인권운동가 김복동. (~2019년)
- 4월 26일
  - 대한민국의 농촌운동가 김준. (~2012년)
  - 영국의 한국문학 교수 윌리엄 스킬렌드. (~2010년)
- 4월 28일 - 미국의 작가 하퍼 리. (~2016년)

### 5월
- 5월 1일 - 헝가리의 수학자 럭스 페테르. (~2025년)
- 5월 5일 - 대한민국의 축구 선수 홍덕영. (~2005년)
- 5월 6일 - 대한민국의 트로트 가수 손인호. (~2016년)
- 5월 7일 - 대한민국의 독립운동가 오희옥. (~2024년)
- 5월 8일
  - 영국의 동물학자, 방송인 데이비드 애튼버러.
  - 미국의 영화배우, 희극인 돈 리클스. (~2017년)
- 5월 12일 - 미국의 진화생물학자 조지 크리스토퍼 윌리엄스. (~2010년)
- 5월 15일
  - 영국의 극작가 피터 섀퍼. (~2016년)
  - 독일의 극작가 리하르트 하이. (~2004년)
- 5월 18일 - 대한민국의 정치인 우희창. (~1997년)
- 5월 26일 - 미국의 재즈 음악가 마일스 데이비스. (~1991년)
- 5월 29일 - 세네갈의 대통령 압둘라이 와드.
- 5월 31일 - 미국의 수학자 존 조지 케메니. (~1992년)

### 6월
- 6월 1일
  - 대한민국의 극작가 박현숙. (~2020년)
  - 미국의 배우 마릴린 먼로. (~1962년)
- 6월 5일 - 대한민국의 군인 겸 외교관 김성룡. (~2002년)
- 6월 6일 - 독일의 지휘자 클라우스 텐슈테트. (~1998년)
- 6월 10일 - 대한민국의 독립운동가 승병일. (~2022년)
- 6월 15일 - 일본의 아이누 문화 연구가 가야노 시게루. (~2006년)
- 6월 16일 - 과테말라의 정치인, 군인, 대통령 에프라인 리오스 몬트. (~2018년)
- 6월 19일 - 대한민국의 관료 이규호. (~2002년)
- 6월 20일 - 미국의 군인 오디 머피. (~1971년)
- 6월 25일 - 오스트리아의 시인 잉게보르크 바흐만. (~1973년)
- 6월 28일 - 중화인민공화국의 교수 겸 정치인 인전. (~2000년)
- 6월 30일
  - 대한민국의 기업인 구평회. (~2012년)
  - 미국의 생화학자 폴 버그. (~2023년)

### 7월
- 7월 1일
  - 독일의 작곡가 한스 베르너 헨체. (~2012년)
  - 아르헨티나의 지휘자 아틸리오 스탐포네. (~2022년)
  - 대한민국의 정치인 김철. (~1994년)
- 7월 4일 - 아르헨티나의 전 축구 선수, 현 축구 감독 알프레도 디 스테파노. (~2014년)
- 7월 8일 - 미국의 의사 엘리자베스 퀴블러로스. (~2004년)
- 7월 10일 - 미국의 배우 칼턴 카펜터. (~2022년)
- 7월 12일 - 말레이시아 총리의 부인 시티 하스마.
- 7월 14일 - 미국의 배우 해리 딘 스탠턴. (~2017년)
- 7월 15일 - 아르헨티나의 군인 출신 정치인 레오폴도 갈티에리. (~2003년)
- 7월 16일
  - 미국의 생물학자 어윈 로즈. (~2015년)
  - 이스라엘의 기업가, 정치인 스테프 베르트하이메르.
- 7월 19일 - 미국의 배우, 댄서, 분장사 헬렌 갤러거. (~2024년)
- 7월 21일 - 캐나다의 영화감독 노먼 주이슨.

### 8월
- 8월 1일 - 대한민국의 정치인, 제6·7·8·9·10·13·16대 국회의원 이병희.
- 8월 3일 - 미국의 가수 토니 베넷. (~2023년)
- 8월 8일 - 대한민국의 군인, 정치가 노재현. (~2019년)
- 8월 10일 - 대한민국의 군인 김용휴. (~2022년)
- 8월 11일 - 일본의 축구 선수 오카다 요시오. (~2002년)
- 8월 13일
  - 쿠바의 혁명 지도자 피델 카스트로. (~2016년)
  - 영국의 화학자, 노벨 화학상 수상자 에런 클루그. (~2018년)
- 8월 14일 - 미국의 유머 작가 르네 고시니. (~1977년)
- 8월 15일
  - 대한민국의 시인 박인환. (~1956년)
  - 그리스의 제6대 대통령 콘스탄티노스 스테파노풀로스. (~2016년)
- 8월 16일 - 대한민국의 교육자 정기현
- 8월 17일 - 중국의 정치인, 국가 주석 장쩌민. (~2022년)
- 8월 21일 - 대한민국의 극작가 겸 수필가 김자림. (~1994년)
- 8월 22일 - 독일의 명목상의 모리츠 폰 헤센. (~2013년)

### 9월
- 9월 1일 - 미국의 만화책 아티스트 진 콜런. (~2011년)
- 9월 2일
  - 대한민국의 군인, 정치인 이건영. (~2023년)
  - 대한민국의 군인, 정치인 신동관. (~2018년)
- 9월 3일 - 그리스의 영화배우, 가수 이레네 파파스. (~2022년)
- 9월 4일
  - 오스트리아의 신학자 이반 일리치. (~2002년)
  - 대한민국의 정치인 정일영. (~2015년)
- 9월 6일
  - 일본의 소설가 호시 신이치. (~1997년)
  - 네덜란드의 여왕 베아트릭스 부군 네덜란드 여왕 부군 클라우스. (~2002년)
  - 소련의 군인 베라 푸티나. (~2023년)
- 9월 8일 - 대한민국의 관료 이동원. (~2006년)
- 9월 10일 - 대한민국의 정치인 김택수. (~1983년)
- 9월 14일 - 프랑스의 작가 미셸 뷔토르. (~2016년)
- 9월 15일
  - 프랑스의 수학자 장피에르 세르.
  - 일본의 영화감독 이마무라 쇼헤이. (~2006년)
- 9월 17일 - 헝가리의 피겨스케이팅 선수 케케시 안드레아.  (~2024년)
- 9월 18일 - 대한민국의 정치인 최우근. (~2022년)
- 9월 19일 - 일본의 물리학자 고시바 마사토시. (~2020년)
- 9월 21일 - 미국의 물리학자, 연구원 도널드 글레이저. (~2013년)
- 9월 23일
  - 대한민국의 국문학자 서정범. (~2009년)
  - 미국의 재즈 색소폰 연주자 존 콜트레인. (~1967년)
  - 미국의 연극 영화배우 헨리 실바. (~2022년)
- 9월 24일 - 스페인의 추기경 리카르도 마리아 카를레스 고르도. (~2013년)
- 9월 26일
  - 대한민국의 목사 최훈. (~2008년)
  - 일본의 물리학자 고시바 마사토시. (~2020년)
  - 미국의 가수, 배우 줄리 런던. (~2000년)
- 9월 27일 - 대한민국의 의사 백낙환. (~2018년)
- 9월 28일 - 대한민국의 독립운동가 강윤국. (~2009년)
- 9월 30일 - 미국의 야구 선수 로빈 로버츠. (~2010년)

### 10월
- 10월 6일 - 대한민국의 군인 겸 정치인 정병주. (~1989년)
- 10월 9일 - 대한민국의 정치인, 호는 귀범(歸帆). 제6·8·9·10대 국회의원 신형식. (~1991년)
- 10월 10일 - 대한민국의 배우 주일몽.
- 10월 11일 - 베트남의 승려 틱낫한. (~2022년)
- 10월 12일 - 아르헨티나의 건축가 시저 펠리. (~2019년)
- 10월 13일 - 아프리카계 미국인 재즈 더블 베이시스트 레이 브라운. (~2002년)
- 10월 15일
  - 프랑스 철학자 미셸 푸코. (~1984년)
  - 대한민국의 군인 윤성민. (~2017년)
- 10월 18일
  - 대한민국의 영화 감독 신상옥.
  - 미국의 가수 척 베리. (~2017년)
- 10월 26일 - 독일의 축구 선수 베른하르트 클로트. (~1996년)

### 11월
- 11월 3일 - 리투아니아의 대통령 발다스 아담쿠스.
- 11월 5일
  - 대한민국의 희극인 구봉서. (~2016년)
  - 대한민국의 시인 김종길. (~2017년)
  - 영국의 작가 존 버거. (~2017년)
- 11월 6일 - 대한민국의 군인 황영시. (~2022년)
- 11월 18일 - 일본의 정치인 무토 가분. (~2009년)
- 11월 20일 - 대한민국의 영화배우 최은희. (~2018년)
- 11월 24일
  - 중국 태생 미국의 물리학자 리정다오. (~2024년)
  - 이탈리아의 화가 비토리오 미엘레. (~1999년)
- 11월 25일 - 미국의 극작가 머레이 시스게일. (~2020년)
- 11월 27일 - 대한민국의 군인 출신 외교관 채명신. (~2013년)
- 11월 30일 - 미국의 내분비학자 앤드루 섈리. (~2024년)

### 12월
- 12월 1일 - 미국의 배우 로버트 시먼즈. (~2007년)
- 12월 2일 - 대한민국의 소설가 박경리. (~2008년)
- 12월 8일 - 미국의 군인 랄프 퍼켓. (~2024년)
- 12월 13일
  - 자메이카의 육상 선수 조지 로든. (~2024년)
  - 미국의 야구 선수 칼 어스킨. (~2024년)
- 12월 24일 - 스페인의 사회학자 후안 호세 린츠. (~2013년)
- 12월 27일 - 대한민국의 희극인 배삼룡. (~2010년)
- 12월 29일 - 대한민국의 독립운동가 김상길. (~2018년)

### 미상
- 대한민국의 해군 군인 이성호. (~2019년)
- 대한민국의 독립운동가 이홍장. (~1945년)

## 사망

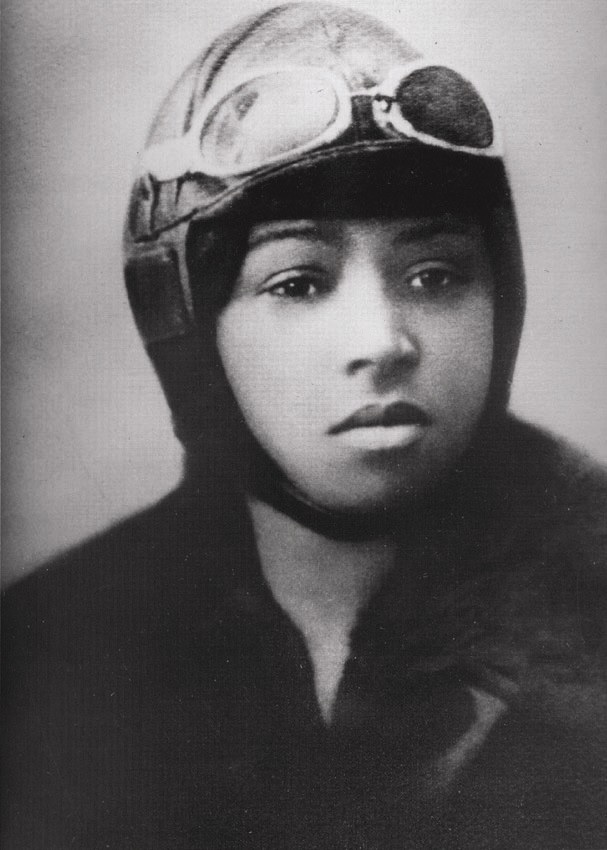
베시 콜먼

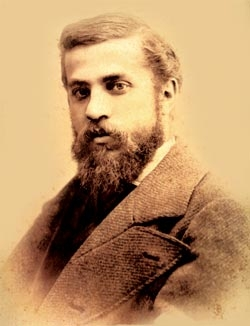
안토니 가우디

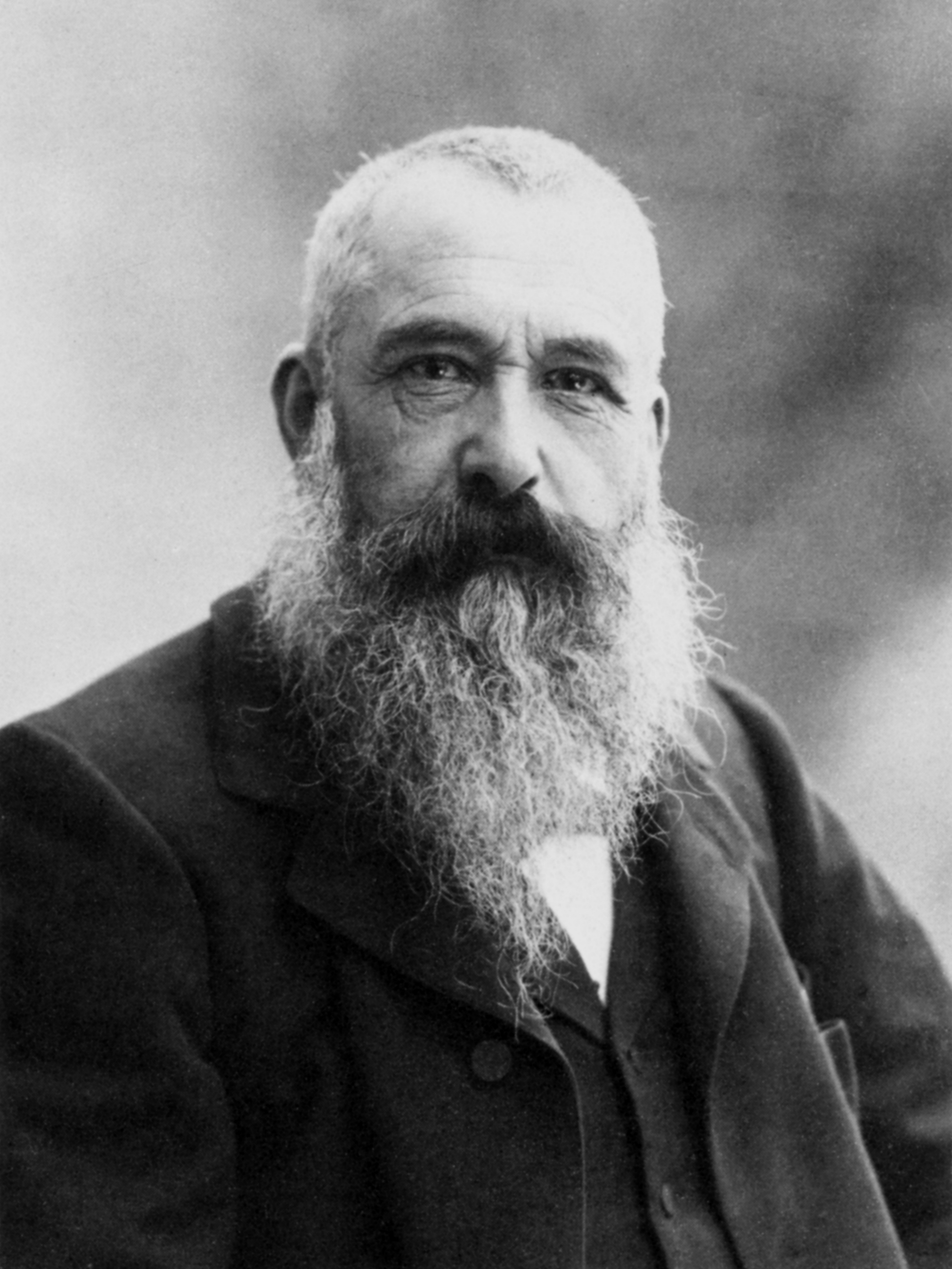
클로드 모네

- 1월 28일 - 일본의 정치인, 총리 대신 가토 다카아키. (1860년~)
- 2월 12일 - 대한제국의 정치인, 관료 이완용. (1858년~)
- 3월 27일 - 캐나다의 아이스하키 선수 조르주 베지나.(1887년~)
- 4월 25일 - 대한제국의 마지막 황제 순종. (1874년~)
- 4월 30일 - 미국의 비행사 베시 콜먼. (1892년~)
- 5월 3일 - 스웨덴의 경제학자 크누트 빅셀. (1851년~)
- 5월 28일 - 영국의 의사 제임스 캔틀리. (1851년~)
- 6월 5일 - 일제강점기의 독립운동가, 김일성의 아버지 김형직. (1894년~)
- 6월 10일 - 스페인의 건축가 안토니 가우디. (1852년~)
- 7월 23일 - 독립운동가 박열의 배우자 가네코 후미코. (1903년~)
- 8월 4일 - 극작가 김우진과 성악가 윤심덕. (1897년~)
- 8월 26일 - 대한민국의 문학가, 소설가 나도향. (1902년~)
- 12월 5일 - 프랑스의 화가 클로드 모네. (1840년~)
- 12월 25일 - 일본의 제123대 천황 다이쇼 천황. (1879년~)
- 12월 28일 - 대한민국의 독립운동가 나석주. (1892년~)

## 노벨상
- 문학상:
- 물리학상: 장 바티스트 페랭
- 생리학 및 의학상:
- 평화상:
- 화학상:

## 달력
| 1월 |    |    |    |    |    |    |
| 일  | 월 | 화 | 수 | 목 | 금 | 토 |
|     |    |    |    |    | 1  | 2  |
| 3   | 4  | 5  | 6  | 7  | 8  | 9  |
| 10  | 11 | 12 | 13 | 14 | 15 | 16 |
| 17  | 18 | 19 | 20 | 21 | 22 | 23 |
| 24  | 25 | 26 | 27 | 28 | 29 | 30 |
| 31  |    |    |    |    |    |    |

| 2월 |    |    |    |    |    |    |
| 일  | 월 | 화 | 수 | 목 | 금 | 토 |
|     | 1  | 2  | 3  | 4  | 5  | 6  |
| 7   | 8  | 9  | 10 | 11 | 12 | 13 |
| 14  | 15 | 16 | 17 | 18 | 19 | 20 |
| 21  | 22 | 23 | 24 | 25 | 26 | 27 |
| 28  |    |    |    |    |    |    |

| 3월 |    |    |    |    |    |    |
| 일  | 월 | 화 | 수 | 목 | 금 | 토 |
|     | 1  | 2  | 3  | 4  | 5  | 6  |
| 7   | 8  | 9  | 10 | 11 | 12 | 13 |
| 14  | 15 | 16 | 17 | 18 | 19 | 20 |
| 21  | 22 | 23 | 24 | 25 | 26 | 27 |
| 28  | 29 | 30 | 31 |    |    |    |

| 4월 |    |    |    |    |    |    |
| 일  | 월 | 화 | 수 | 목 | 금 | 토 |
|     |    |    |    | 1  | 2  | 3  |
| 4   | 5  | 6  | 7  | 8  | 9  | 10 |
| 11  | 12 | 13 | 14 | 15 | 16 | 17 |
| 18  | 19 | 20 | 21 | 22 | 23 | 24 |
| 25  | 26 | 27 | 28 | 29 | 30 |    |

| 5월 |    |    |    |    |    |    |
| 일  | 월 | 화 | 수 | 목 | 금 | 토 |
|     |    |    |    |    |    | 1  |
| 2   | 3  | 4  | 5  | 6  | 7  | 8  |
| 9   | 10 | 11 | 12 | 13 | 14 | 15 |
| 16  | 17 | 18 | 19 | 20 | 21 | 22 |
| 23  | 24 | 25 | 26 | 27 | 28 | 29 |
| 30  | 31 |    |    |    |    |    |

| 6월 |    |    |    |    |    |    |
| 일  | 월 | 화 | 수 | 목 | 금 | 토 |
|     |    | 1  | 2  | 3  | 4  | 5  |
| 6   | 7  | 8  | 9  | 10 | 11 | 12 |
| 13  | 14 | 15 | 16 | 17 | 18 | 19 |
| 20  | 21 | 22 | 23 | 24 | 25 | 26 |
| 27  | 28 | 29 | 30 |    |    |    |

| 7월 |    |    |    |    |    |    |
| 일  | 월 | 화 | 수 | 목 | 금 | 토 |
|     |    |    |    | 1  | 2  | 3  |
| 4   | 5  | 6  | 7  | 8  | 9  | 10 |
| 11  | 12 | 13 | 14 | 15 | 16 | 17 |
| 18  | 19 | 20 | 21 | 22 | 23 | 24 |
| 25  | 26 | 27 | 28 | 29 | 30 | 31 |

| 8월 |    |    |    |    |    |    |
| 일  | 월 | 화 | 수 | 목 | 금 | 토 |
| 1   | 2  | 3  | 4  | 5  | 6  | 7  |
| 8   | 9  | 10 | 11 | 12 | 13 | 14 |
| 15  | 16 | 17 | 18 | 19 | 20 | 21 |
| 22  | 23 | 24 | 25 | 26 | 27 | 28 |
| 29  | 30 | 31 |    |    |    |    |

| 9월 |    |    |    |    |    |    |
| 일  | 월 | 화 | 수 | 목 | 금 | 토 |
|     |    |    | 1  | 2  | 3  | 4  |
| 5   | 6  | 7  | 8  | 9  | 10 | 11 |
| 12  | 13 | 14 | 15 | 16 | 17 | 18 |
| 19  | 20 | 21 | 22 | 23 | 24 | 25 |
| 26  | 27 | 28 | 29 | 30 |    |    |

| 10월 |    |    |    |    |    |    |
| 일   | 월 | 화 | 수 | 목 | 금 | 토 |
|      |    |    |    |    | 1  | 2  |
| 3    | 4  | 5  | 6  | 7  | 8  | 9  |
| 10   | 11 | 12 | 13 | 14 | 15 | 16 |
| 17   | 18 | 19 | 20 | 21 | 22 | 23 |
| 24   | 25 | 26 | 27 | 28 | 29 | 30 |
| 31   |    |    |    |    |    |    |

| 11월 |    |    |    |    |    |    |
| 일   | 월 | 화 | 수 | 목 | 금 | 토 |
|      | 1  | 2  | 3  | 4  | 5  | 6  |
| 7    | 8  | 9  | 10 | 11 | 12 | 13 |
| 14   | 15 | 16 | 17 | 18 | 19 | 20 |
| 21   | 22 | 23 | 24 | 25 | 26 | 27 |
| 28   | 29 | 30 |    |    |    |    |

| 12월 |    |    |    |    |    |    |
| 일   | 월 | 화 | 수 | 목 | 금 | 토 |
|      |    |    | 1  | 2  | 3  | 4  |
| 5    | 6  | 7  | 8  | 9  | 10 | 11 |
| 12   | 13 | 14 | 15 | 16 | 17 | 18 |
| 19   | 20 | 21 | 22 | 23 | 24 | 25 |
| 26   | 27 | 28 | 29 | 30 | 31 |    |

### 음양력 대조 일람
| 음력월 | 월건 | 대소 | 음력 1일의 양력 월일 | 음력 1일 간지 |
| ------ | ---- | ---- | -------------------- | ------------- |
| 1월    | 경인 | 소   | 2월 13일             | 계유          |
| 2월    | 신묘 | 소   | 3월 14일             | 임인          |
| 3월    | 임진 | 대   | 4월 12일             | 신미          |
| 4월    | 계사 | 소   | 5월 12일             | 신축          |
| 5월    | 갑오 | 대   | 6월 10일             | 경오          |
| 6월    | 을미 | 소   | 7월 10일             | 경자          |
| 7월    | 병신 | 대   | 8월 8일              | 기사          |
| 8월    | 정유 | 대   | 9월 7일              | 기해          |
| 9월    | 무술 | 소   | 10월 7일             | 기사          |
| 10월   | 기해 | 대   | 11월 5일             | 무술          |
| 11월   | 경자 | 대   | 12월 5일             | 무진          |
| 12월   | 신축 | 소   | 1927년 1월 4일       | 무술          |